# Matachia
Matachia là một chi nhện trong họ Desidae.